# Quatre Préludes op. 37
Les Quatre préludes opus 37 forment un cycle de préludes pour piano d'Alexandre Scriabine composé en 1903.

## Discographie
Le pianiste Sviatoslav Richter a joué les 4 préludes de l'op. 37.